# Keith County
Keith County is een county in de Amerikaanse staat Nebraska.
De county heeft een landoppervlakte van 2.749 km² en telt 8.875 inwoners (volkstelling 2000). De hoofdplaats is Ogallala.

## Bevolkingsontwikkeling

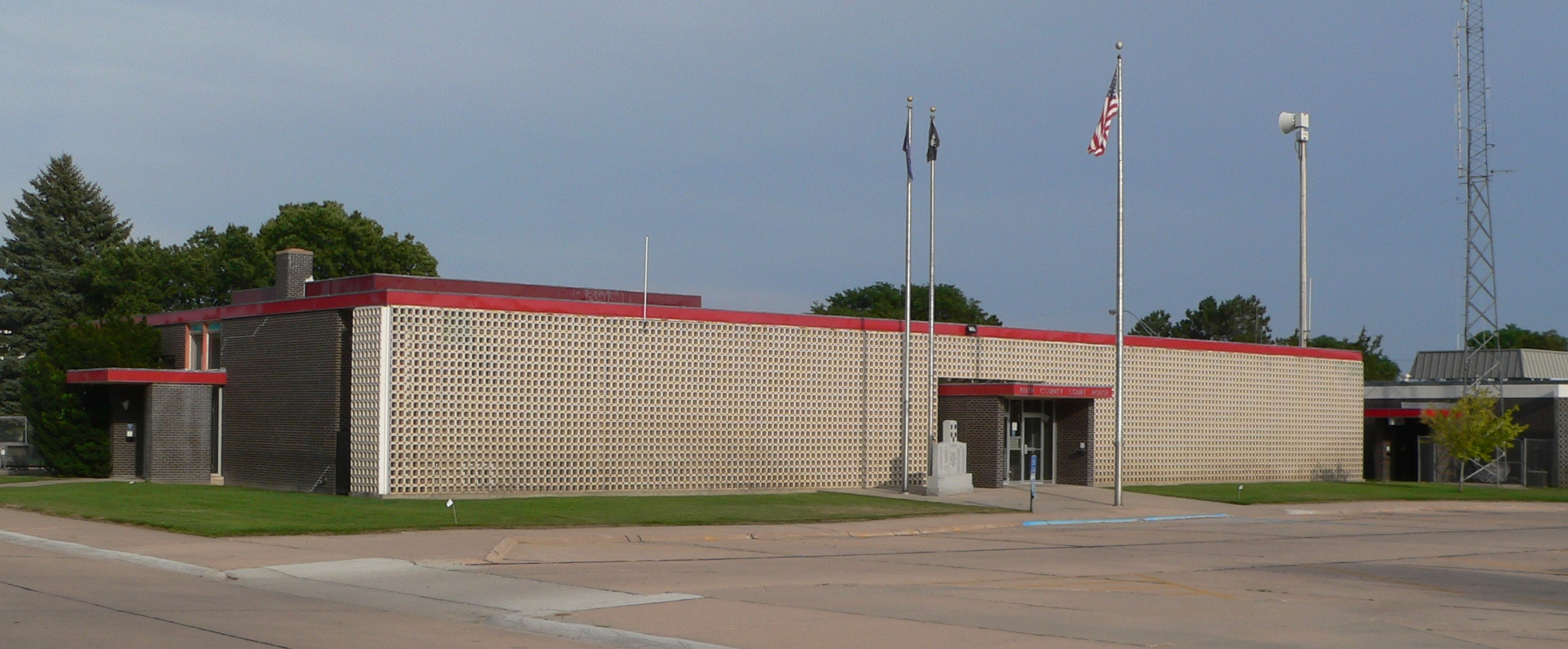
Keith County Courthouse